# Jalwandi
Jalwandi (sinh ngày 13 tháng 2 năm 1993) là một cầu thủ bóng đá người Indonesia hiện tại thi đấu ở vị trí tiền vệ cho Cilegon United F.C. ở Liga 2.

## Sự nghiệp

### Persita Tangerang
Ngày 19 tháng 5 năm 2014, anh có màn ra mắt và ghi một bàn thắng trong chiến thắng 2–0 trước Persijap Jepara.